# 徐貞 (萬曆進士)
徐貞（？—？），原名劉思温，字復元，號拙翁，河南開封府陳州民籍，西華縣人。明朝政治人物。

## 生平
因过继给刘姓人家，名刘思温，後改名徐貞。万历二十八年（1600年）庚子科第三十九名舉人，四十四年（1616年）丙辰科三甲七十四名进士，都察院觀政，授南和县知县。因嗣父去世，辞官归里守孝三年。四十七年起补山西阳城知县，在荒年賑災有方得稱頌。

## 家族
曾祖劉澄。祖父劉果。父劉体仁。

## 引用
1. ↑  《萬曆四十四年丙辰科進士序齒録》
2. ↑  民國《淮陽縣志·卷八·選舉表》：劉思溫 （萬曆）庚子（舉人）
3. ↑  民國《淮陽縣志·卷九·人物志上》：徐貞，字復元，嘗繼劉姓更名思溫，成進士知南和縣，丁嗣父艱。服闋補陽城縣，振飢有方，民歌德之。